# Bautypologie
Unter Bautypologie oder Haustypologie versteht man die Zuordnung von Gebäuden zu Gruppen, die sich nach ihrer Architektur, Funktion oder Nutzung unterscheiden. Ein ähnlicher Begriff ist der der Bauform, welche Bauwerke ebenfalls nach räumlichen und gestalterischen Gesichtspunkten differenziert.
Als Bauweise bezeichnet man demgegenüber die Konstruktion eines Bauwerks im Hinblick auf die verwendeten Materialien und Technologien.

## Prinzip und Bedeutung
Mit der Bautypologie erfolgt eine gruppenweise Zuordnung von Bauwerken aufgrund unterscheidbarer Wesensmerkmale ihrer Architektur. Die Stadt als Ansammlung verschiedenster Gebäudeindividualitäten lässt sich anhand dieser Gebäude gliedern; ganz grob in große und kleine, flache und hohe und ganz fein in Häuser mit großen und kleinen Fenstern.
Sinnvolle Unterscheidungen geben Aufschluss über die Typologie und damit über den Nutzen und die Verwendung einer bestimmten Gebäudeform. Dabei stellen sich in der Unterscheidung bestimmte Eigenarten heraus, beispielsweise Unterscheidungen nach Inhalt und Ausdruck oder Form und Ausdruck im Einklang mit dem Ort oder der Verwendung. Die Differenzierung von Gruppenmerkmalen, die diese Typen kennzeichnen, ergibt einen Katalog, der als Repertoire für einen städtebaulichen Entwurf dienlich ist.